# Vasile Andrei
Vasile Andrei, född den 28 juli 1955 i Albeşti, Rumänien, är en rumänsk brottare som tog OS-guld i tungviktsbrottning i den grekisk-romerska klassen 1980 i Moskva och därefter OS-guld i samma viktklass 1984 i Los Angeles. 